# 사해 변환단층

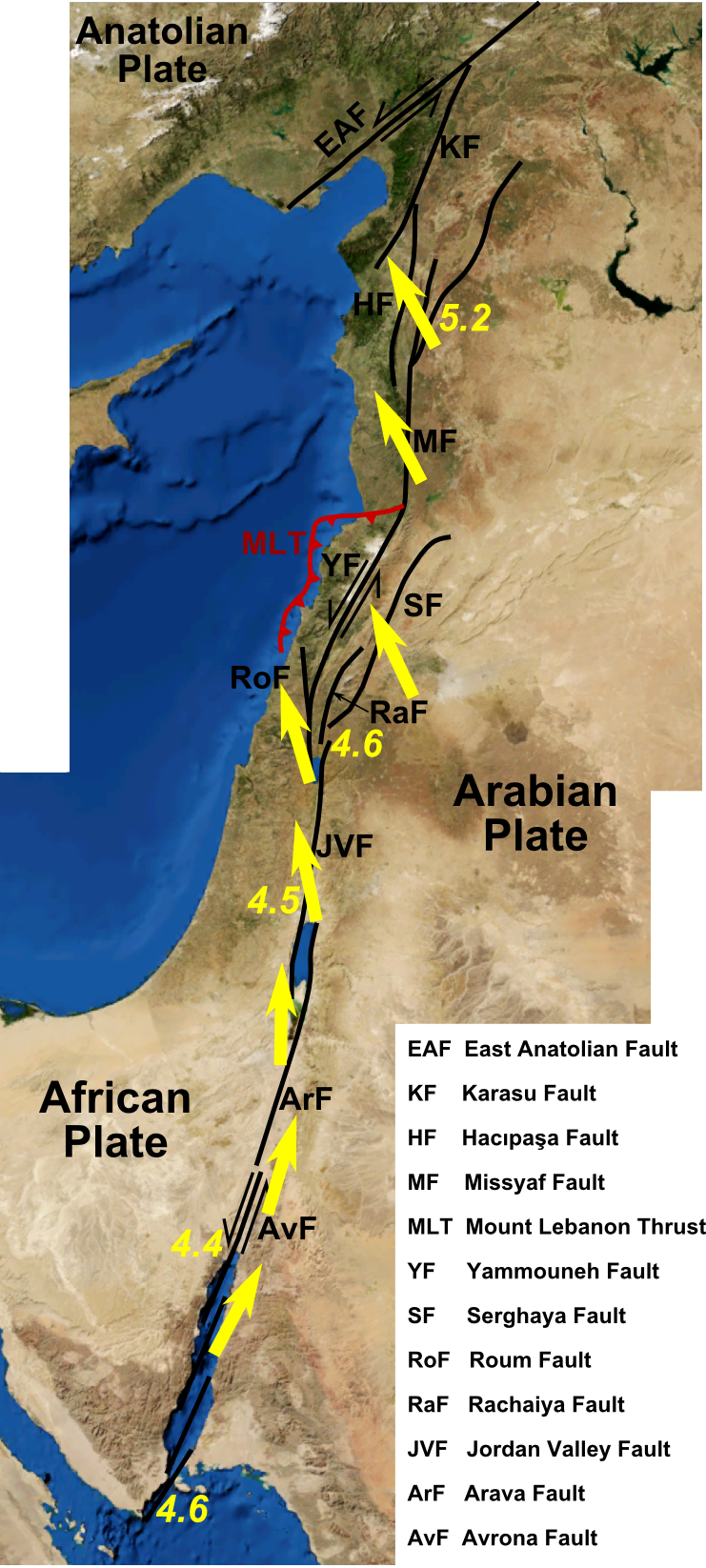
사해 변환단층대를 그린 지도. 남북 방향으로 주단층대로 이어진 선과 함께 화살표와 각 숫자는 GPS 자료에 따라 분석한 아프리카판과 비교하여 그 지역의 아라비아판의 상대적인 이동 속도이다.

사해 변환단층(Dead Sea Transform, DST) 혹은 사해 열곡대(Dead Sea Rift)는 북쪽으로는 튀르키예 동남부의 동아나톨리아 단층대에 있는 마라슈 삼중합점부터 시작하여 남쪽으로는 시나이반도 바로 남쪽 해안가에 있는 홍해 열곡대까지 이어진 약 1,000 km 길이의 단층대이다. 사해 단층대는 서쪽의 아프리카판과 동쪽의 아라비아판의 경계를 이루는 변환 단층이다. 두 판의 상대적인 움직임으로 따진다면 좌수향 단층에 해당한다.
단층 경계에 있는 아라비아판과 아프리카판 두 판 모두 전체적으로는 북북동쪽으로 움직이고 있지만 아라비아판이 더 빠르게 움직이고 있으며 이 때문에 남쪽 끝 약 107 km 길이에서 좌수향 운동이 관측된다. 또한 변환단층 남쪽 부분에는 열개 현상도 존재해 아카바만, 사해, 갈릴래아호, 훌라계곡까지 이어지는 일련의 당겨열림분지(열개분지)를 형성했다. 한편 변환단층에 있는 수렴 요소는 레바논 구속대에 영향을 미쳐 베카 계곡의 양쪽에 융기 현상이 발생했다. 한편 단층대 북쪽 끝에는 국소적인 주향압장 현상이 발생해 당겨열림분지 중 하나인 갑평원을 형성했다. 이렇게 생긴 자연지리적 지형으로 변환단층은 이스라엘, 요르단, 레바논의 정치적인 국경을 이루기도 한다.

## 지질학적 분석
사해 변환단층은 보통 아라비아판을 북쪽으로 105 km 이동시키는 일종의 변환 단층으로 취급된다. 이 해석은 하천 둔치, 협곡, 고고학적 특징과 같은 지질학적 구조물을 분석해 지난 수백만년간 매년 수 mm 가량으로 수평이동속도가 발생한다는 사실에 기반해 추정했다. 현대 GPS 분석을 통해 봐도 아프리카판에 비해 아라비아판이 좀 더 빨리 움직이며 비슷하게 해석된다. 그 외에 사해 단층대는 홍해 열곡대의 북쪽 끄트머리에서 이어진 일종의 초기 해양 발산 열개대라는 이론도 있다.

## 발달
사해 변환단층은 에오세 후기 단층대 주변의 조륙 운동으로 형성되기 시작했으며, 올리고세에서부터는 단층 구조가 형성되어 마이오세까지 이어진다. 마이오세 초기에서 중기(23–11.6 Ma) 사이에는 판 운동에 변화가 생겨 수에즈만열곡대에서 열개 작용이 멈췄다. 북향 운동 초기에는 레바논 최남단까지 이뤄졌으며, 이후 마이오세 후기에는 판 경계를 가로지르는 변위 현상이 팔미라 습곡대의 압축 작용을 중심으로 여럿 발생했다. 초기 판 운동 단계에서 약 64 km의 변위가 발생한 것으로 추정된다. 플리오세에는 사해 변환단층이 다시 북향해 레바논과 시리아 북서부까지 올라와서 동아나톨리아 단층대와 충돌했다.

## 단층 구성

### 남부 분절
사해 변환단층의 남부 분절은 아카바만 남단 홍해 중심부의 열개 작용이 시작되는 곳에서부터 레바논 최남단의 훌라분지까지 약 400 km 길이이다.

#### 아카바만
아카바만은 대각선상 계단식 모양의 좌향 주향이동단층의 운동으로 만들어진 지형이다. 이 단층들이 겹치는 지역에는 일종의 열개분지가 만들어져 다카 심해저, 아라곤 심해저, 엘라트 심해저 총 3개의 깊은 심해저 지형이 형성되었다. 1995년 아카바만 지진 당시 이 3개 심해저에 있는 단층 중 일부가 파열되었다.

#### 와디 아라바
아라바 와디 분절은 아카바만서부터 사해 남쪽 끝까지 약 160 km 길이의 지형이다. 일부 연구자들은 아라바 분절을 더 세분화하여 아브로나와 아라바라는 2개의 개별 분절로 인식하고 있기도 하다. 아브로나 분절대는 아카바만 북부에서부터 아라바계곡을 따라 약 50 km 구간이다. 아라바 분절대는 아르보나 분절대 바로 북쪽부터 시작해 약 100 km 길이의 구간이다.
단층을 가로지는 협곡은 대략 1년에 4 ±2 mm의 변위만큼 어긋난다. 지난 1천년간 이 단층대의 움직임으로 1068년, 1212년, 1293년, 1458년 총 4차례 대지진이 발생했다.

#### 사해 분지
사해는 와디 아라바와 요르단열곡 사이 주향제압으로 인한 분절운동으로 발생하는 일종의 당겨열림분지이다. 중앙 부분에 최대 2 km 이상의 퇴적물이 쌓인 분지는 길이 150 km, 너비 15-17 km에 달한다. 북쪽은 퇴적물의 두께가 최대 10 km에 이른다. 이 분지에는 마이오세 후기에서 플리오세 초기까지 주로 암염으로 구성된 세돔 형성과 함께 겹쳐진 마이오세 중기의 강 유역 사암층인 하제라 형성의 암석과 플리오세 이후 현재까지의 여러 강 유역 암석으로 구성되어 있다.

#### 요르단계곡

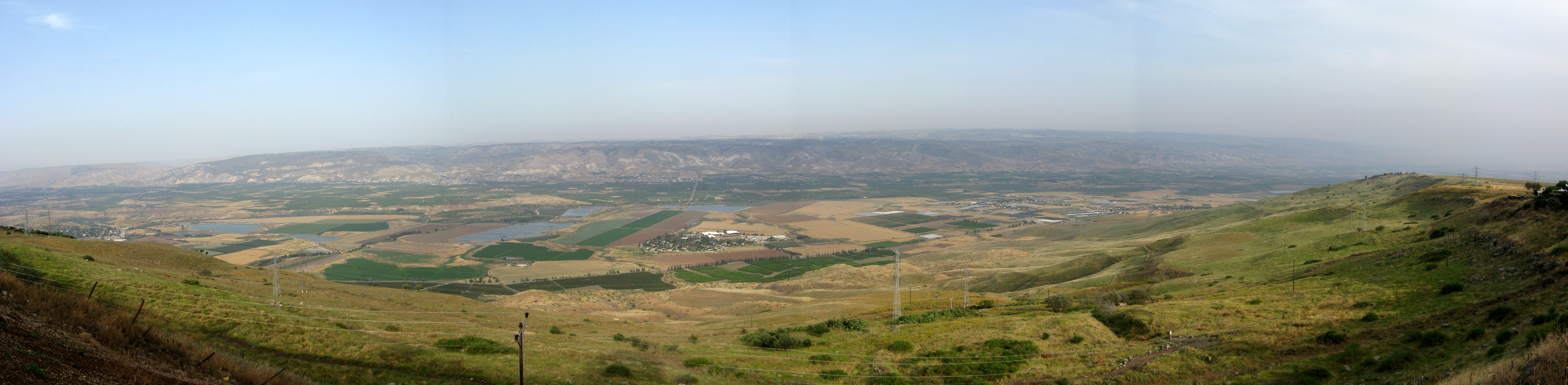
요르단계곡의 전경.

요르단계곡 분절은 요르단열곡의 일부로 사해 서북부서부터 갈릴리호 동남부까지 요르단계곡을 관통하는 100 km 길이의 단층분절이다. 지난 47,500년간 1년에 약 4.7에서 5.1 mm 비율로 미끄러진 것으로 추정된다. 이 분절 전체는 가장 최근에 749년 지진과 1033년 지진 시기 파열된 것으로 추정된다. 1033년 지진 이후 축적된 단층 응력의 크기는 모멘트 규모 Mw7.4 정도로 추정된다.

#### 갈릴리호 분지
갈릴리호 분지 혹은 키네레트분지는 요르단열곡 북쪽 끄트머리와 그 북쪽의 여러 작은 단층들 사이에 생긴 열개 분지이다. 분지 가운데 가장 깊게 퇴적물이 쌓인 중앙 지점은 요르단계곡 단층 축선의 동쪽에 있다. 퇴적층의 두께는 확인된 가장 깊은 두께가 3 km 정도이며, 이는 4백만년전 압출된 현무암층 최상단과 관련이 있다.

#### 훌라 분지
훌라 열개분지는 갈릴리호 분지 바로 북쪽에 있으며 여러 개의 단층분절 사이에서 형성되었다. 현재 분지에서 활동적인 부분은 매우 좁다. 훌라 서부경계단층은 분지 서쪽 경계를 이루고 있으며 그 북쪽은 룸 단층과 야문네흐 단층 등 여러 단층으로 갈라져 있다. 훌라 동부경계단층은 갈릴리호 동북쪽에서 북쪽으로 계속 이어져 나가 분지 동쪽 경계를 이루고 있으며 그 끝은 라샤야 단층과 이어져 있다.

### 레바논 구속대
사해 변환단층에는 특히 중부지방에 여러 뚜렷한 활단층 분절로 나눠져 있는 작은 구속대가 있다. 이 중 변환단층 가운데 레바논에 몰려 있는 구속대를 레바논 구속대(Lebanon restraining bend)라고 한다.

#### 야문네흐 단층

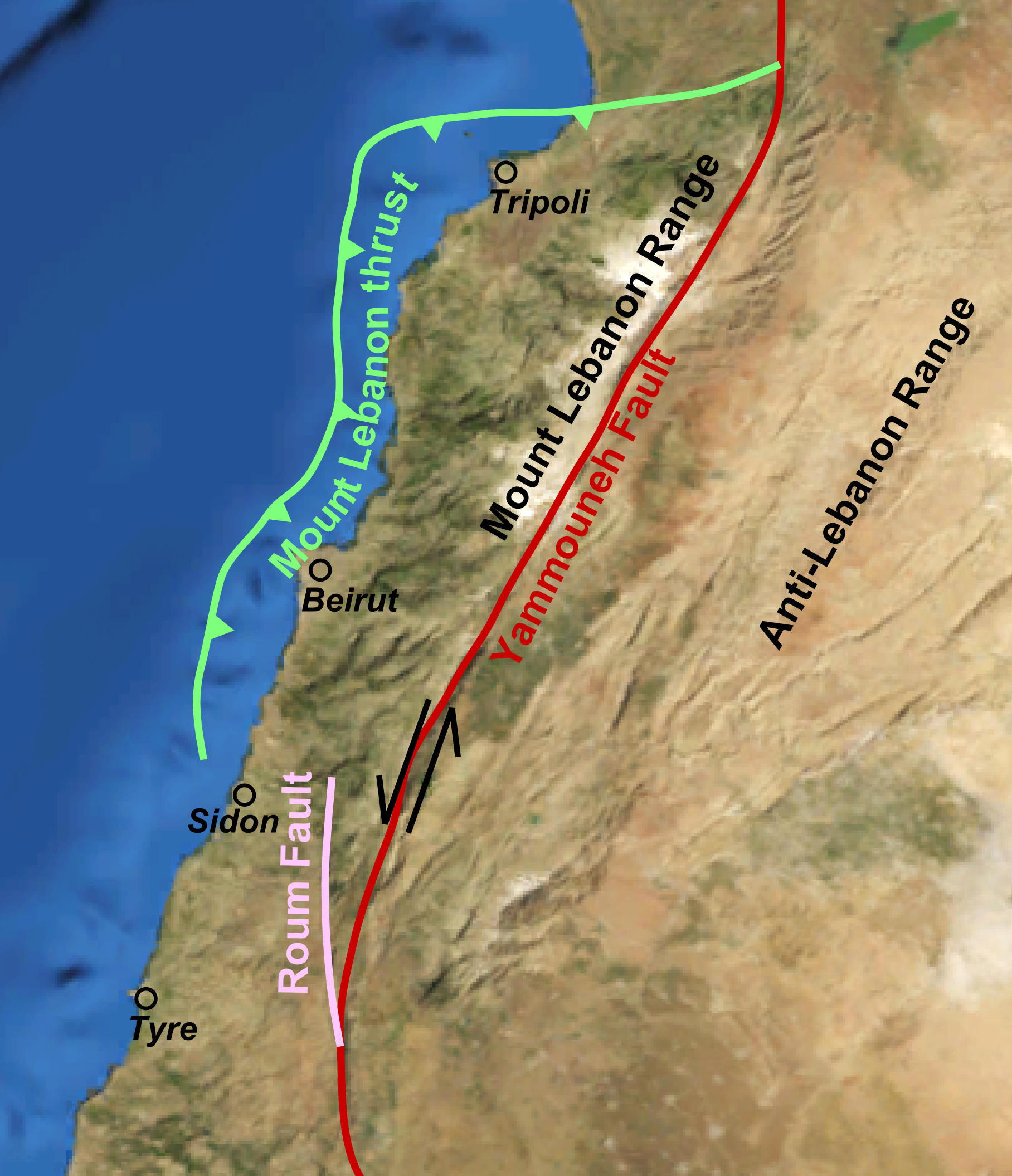
레바논 구속대의 주요 단층인 야문네흐 단층과 룸 단층의 지도.

야문네흐 단층(Yammouneh fault)은 레바논 구속대에서 가장 큰 주요단층분절로 판 경계에서 변위 대부분이 전달되는 곳이다. 남남서에서 북북동쪽으로 향하는 단층으로 남쪽에서는 훌라 분지 서북쪽 끄트머리에서 미샤프 단층과 교차되는 지점까지 총 170 km 길이이다. 1202년 시리아 지진과 같이 레반트에서 역사적인 큰 지진이 몇 차례 발생했다. 야문네흐 단층은 1년에 4.0에서 5.5 mm 정도 변위가 발생하며, 지진 발생 주기는 1,020년에서 1,175년 사이로 추정된다. 1202년 이후에는 큰 지진이 발생하지 않았다.

#### 룸 단층
룸 단층(Roum fault)분절은 훌라 분지 서북쪽에 있는 얌문네흐 단층에서 분기되는 단층이다. 대략 북쪽으로 35 km 정도 이어지며 그 이후 북쪽은 경계가 불명확하다. 이 단층의 운동은 1837년 갈릴리 지진과 연이 있는 것으로 추정된다. 1년에 약 0.86-10.5 mm를 이동하는 것으로 추정된다.

#### 라차야-세르가야 단층대
라차야-세르가야 단층대(Rachaya-Serghaya faults)는 크게 라차야 단층와 세르가야 단층 2개로 구성된 주요 단층대이다. 세르가야 단층은 훌라 동부경계단층에서 분기되어 동북쪽으로 헤르몬산 남부를 지나 안티레바논산맥을 넘으면 남남서-북북동 방향으로 바뀐다. 세르가야 단층은 1년에 약 1.4 mm만큼 이동하고 있으며, 1759년 11월 레바논 지진을 일으킨 단층으로 추정된다. 라차야 단층 또한 훌라 동부경계단층에서 분기되어 남남서-북북동쪽 방향으로 이어져 헤르몬산 북부를 지난다. 라차야 단층의 변위속도는 측정되지 않아 미상이다. 라차야 단층은 1759년 10월 레바논 지진을 일으킨 단층으로 추정된다.

### 북부 분절
사해 변환단층의 북부 분절은 얌무네흐 단층의 북쪽 끝에서 동아나톨리아 단층대와의 삼중합점까지 이어져 있다. 전체적인 변환 형태는 GPS 측정 결과 상대적인 판의 움직임과 일치하는 일종의 주향제압 형태를 띄고 있다.

#### 미샤프 단층
미샤프 단층(Missyaf fault)은 갑 단층(Ghab fault)으로도 알려졌으며 얌무네흐 단층의 북쪽 끝에서부터 갑 분지까지 약 70 km 길이로 이어진 단층이다. 추정 미끄러짐 정도는 1년에 약 6.9 mm이다. 미샤프 단층에서 발생한 것으로 추정되는 역사적 지진으로는 추정 모멘트 규모 M7.0 이상인 115년 지진과 1170년 지진이 있다. 1170년 이후에는 큰 지진이 기록되지 않았다.

#### 갑 분지
갑 분지는 플리오세 시기 형성된 지형으로 미샤프 단층과 하즈파샤 단층 사이에 있는 분절대에 겹쳐 형성된 일종의 열개 분지이다. 갑 분지는 길이 60 km, 너비 15 km에 달한다. 반사파 지진학 데이터와 단일시추정(갑-1) 분석에 따르면 분지의 충적토는 전부 플리오세 이후 퇴적되었다. 분지에는 북쪽 끝과 남쪽 끝 2군데에 주요 분지중심이 있으며 이는 분지의 최고점 높이로 구분할 수 있다.

#### 하즈파샤 단층
하즈파샤 단층(Hacıpaşa fault)은 갑 분지에서 아미크계곡 안으로 이어지는 단층이다. 카라수 단층과 이어지는 판 경계의 변위 대부분을 전달하는 것으로 추정된다. 하즈파샤 단층에서 일어난 주요 지진은 1408년과 1872년 지진으로 추정된다.

#### 카라수 단층
카라수 단층(Karasu fault) 혹은 아마노스 단층(Amanos fault)은 남서-북동 방향으로 놓여 있으며 사해 변환단층에서 동아나톨리아 단층대(EAFT)로 이어지는 변환단층 구조이다. 제4기 전체 기간 1년에 약 1.0-1.6 mm의 변위를 보였다. 2023년 2월 6일 발생한 규모 M7.8의 2023년 튀르키예-시리아 지진은 카라수 단층과 동아나톨리아 단층대의 파자르즈크, 에르케네크 분절에서 동시에 발생한 지진이다. 또한 카라수 단층은 521년 규모 M7.5 지진과 1872년 규모 M7.2 지진에서도 각각 단층파괴가 일어났다.

## 같이 보기
- 1138년 알레포 지진
- 베카 계곡
- 대지구대
- 요르단열곡

## 참고 문헌
- Dead Sea transform (DST) study
- Emre, O.; Duman, T. Y. (December 2004), “The East Anatolian Fault: Structural pattern and relationship with the Dead Sea Transform”, 《AGU Fall Meeting Abstracts》 2007: T42B–01, Bibcode:2004AGUFM.T42B..01E

## 추가 읽기
- Castro-Perdomo, Nicolás; Viltres, Renier; Masson, Frédéric; Klinger, Y.; Liu, S.; Dhahry, M.; Ulrich, P.; Bernard, J.; Matrau, R.; Alothman, A.; Zahran, H.; Reilinger, R.; Mai, P. M.; Jónsson, S. (2021). “Interseismic deformation in the gulf of aqaba from GPS measurements”. 《Geophysical Journal International》 228: 477–492. doi:10.1093/gji/ggab353. hdl:10754/670810. ISSN 0956-540X.
- Zohar, Motti (2019). “Temporal and Spatial Patterns of Seismic Activity Associated with the Dead Sea Transform (DST) during the Past 3000 Yr”. 《Seismological Research Letters》 91 (1): 207–221. doi:10.1785/0220190124. ISSN 0895-0695. S2CID 210629311.